# Tasmanoplana tasmaniana
Tasmanoplana tasmaniana is een platworm (Platyhelminthes). De worm is tweeslachtig. De soort leeft in of nabij zoet water.
Het geslacht Tasmanoplana, waarin de platworm wordt geplaatst, wordt tot de familie Geoplanidae gerekend. De wetenschappelijke naam van de soort werd, als Planaria tasmaniana, voor het eerst geldig gepubliceerd in 1844 door Darwin.